# Beckovské Skalice
Beckovské Skalice jsou přírodní rezervace v katastrálním území obce Beckov v okrese Nové Mesto nad Váhom v Trenčínském kraji na Slovensku. Území bylo vyhlášeno v roce 2003 a jeho rozloha je 29,55 hektaru. Předmětem ochrany jsou zbytky antropogenních travních porostů a řídkého lesa s výskytem vzácných druhů organismů.